# Queratoplastia térmica con láser
La queratoplastia térmica con láser (LTK, del inglés Laser Thermokeratoplasty) es una técnica poco invasiva de cirugía refractiva que permite corregir hipermetropías inferiores a dos dioptrías y astigmatismos de menos de una dioptría. Se lleva a cabo mediante el láser de holmium (Ho-YAG).

## Procedimiento
Sin practicar ningún corte en la córnea se disparan ocho puntos de quemadura en la periferia corneal a modo de anillo. Luego, del mismo modo, otros ocho puntos más externos, que acaban en un suave calentamiento del estroma periférico. La retracción térmica de las fibras colágenas provoca que la periferia corneal encoja y el centro quede más pronunciado.
Durante la primera semana tras la intervención el paciente suele presentar una miopía de hasta -2,50 dioptrías, que desaparece rápidamente durante la segunda semana hasta normalizarse la visión. El principal inconveniente es que el efecto conseguido regresa con el tiempo, reapareciendo la hipermetropía, siendo necesarias sucesivas reintervenciones de mantenimiento.